# Sara Larraín
Pour les articles homonymes, voir Larrain.
Larraín  Ruiz-Tagle est un nom espagnol. Le premier nom de famille, en général paternel, est Larraín ; le second, en général maternel, souvent omis, est Ruiz-Tagle.
Sara María Larraín Ruiz-Tagle (née le 23 février 1952 à Santiago au Chili) est une écologiste et personnalité politique chilienne qui a été candidate à l'élection présidentielle de 1999.

## Biographie
Elle intègre l'université du Chili en 1972 et commence des études d'anthropologie. Par la suite elle étudie à l'université catholique, où elle obtient le diplôme en pédagogie des arts plastiques, avec la thèse Santiago : espaces publics et patrimoine culturel. De 1978 à 1989 elle réalise une carrière académique au sein des universités catholique et UMCE. Entre 1989 et 1993 elle est membre fondatrice du bureau pour l'Amérique latine de Greenpeace et collabore également avec des organisations comme RENACE (Red Nacional de Acción Ecológica) (RENAÎT ou Réseau National d'Action Écologique en français) et des organisations d'étude sur la mondialisation. Depuis 1997 elle est directrice du programme « Chile Sustentable » (Chili durable), et en 2001 elle intègre le Conseil Consultatif de la Commission Nationale de l'Environnement du Chili (CONAMA).
Sara Larraín se présente comme candidate indépendante à l'élection présidentielle de 1999. Soutenue par différents groupes écologistes, elle réussit à récolter les 0,5% de signatures nécessaires pour présenter sa candidature. Au cours de l'élection elle obtient 31,319 votes, équivalents à 0,44% des suffrages, se plaçant à la cinquième et avant-dernière place, devant Arturo Frei Bolívar. Elle obtient donc moins de votes que les signatures qu'elle a réuni pour valider sa candidature. Elle se joint à Gladys Marín (PC) et Tomás Hirsch (PH), également éliminé pour le second tour, pour soutenir le candidat de la Concertation Ricardo Lagos (PS-PPD), qui est élu au deuxième tour, s'imposant face au candidat conservateur Joaquín Lavín (UDI).
Elle s'oppose à des projets comme la mine Pascua Lama, les barrages de la Région d'Aysén, et l'implémentation de l'énergie nucléaire dans son pays,,. En conséquence, elle prend ses distances des gouvernements de la Concertation, malgré leur proximité initiale.
En janvier 2021, elle publie son premier livre Ecología Y Política (Écologie et Politique), dédié aux sœurs Berta et Nicolasa Quintremán, et dans lequel elle considère que nous devons changer notre relation à la nature.
Elle est candidate aux élections constituantes chiliennes de 2021 pour le district 11 (qui comprend les communes de Las Condes, Vitacura, Lo Barnechea, La Reina y Peñalolén), à la tête de la Lista del Apruebo (liste du j'approuve).

## Historique électoral

### Présidence de la République 1999
Résultat des élections de 1999 pour la présidence de la République
| Candidat                 | Parti       | Votes     | %     | Résultat      |
| Ricardo Lagos Escobar    | PPD         | 3.383.339 | 47,96 | Deuxième tour |
| Joaquín Lavín Infante    | UDI         | 3.352.199 | 47,51 | Deuxième tour |
| Gladys Marín Millie      | PC          | 225.224   | 3,19  |               |
| Tomás Hirsch Goldschmidt | PH          | 36.235    | 0,51  |               |
| Sara Larraín Ruiz-Tagle  | Indépendant | 31.319    | 0,44  |               |
| Arturo Frei Bolívar      | Indépendant | 26.812    | 0,38  |               |

## Publications
- 2021: Ecología Y Política, Taurus,  (ISBN 9789569635533)